# Antonia Bethke
Antonia Bethke (* 9. Juli 1993) ist Sportgymnastin im Verein Bremen 1860. Sie ist mehrfache Deutsche Meisterin und Sportlerin des Jahres 2012 des Bundeslandes Bremen. Seit 2013 studiert sie an der Universität Göttingen.

## Erfolge (Auswahl)
- 2005 Gewinn des Turnfestpokals in Berlin[1]
- 3× Bronze bei den deutschen Jugendmeisterschaften 2008[1]
- Gold 2012 beim Deutschland-Cup im Gymnastik-Mehrkampf[2]
- Gold im Einzel der Deutschen Meisterschaft in der freien Wettkampfklasse 2012[1]
- Gold mit der Mannschaft bei den Deutschen Meisterschaften in der freien Wettkampfklasse 2012[1]
- Sportlerin des Jahres 2012 in Bremen[1]